# Lijst van spoorwegstations in Zuid-Holland

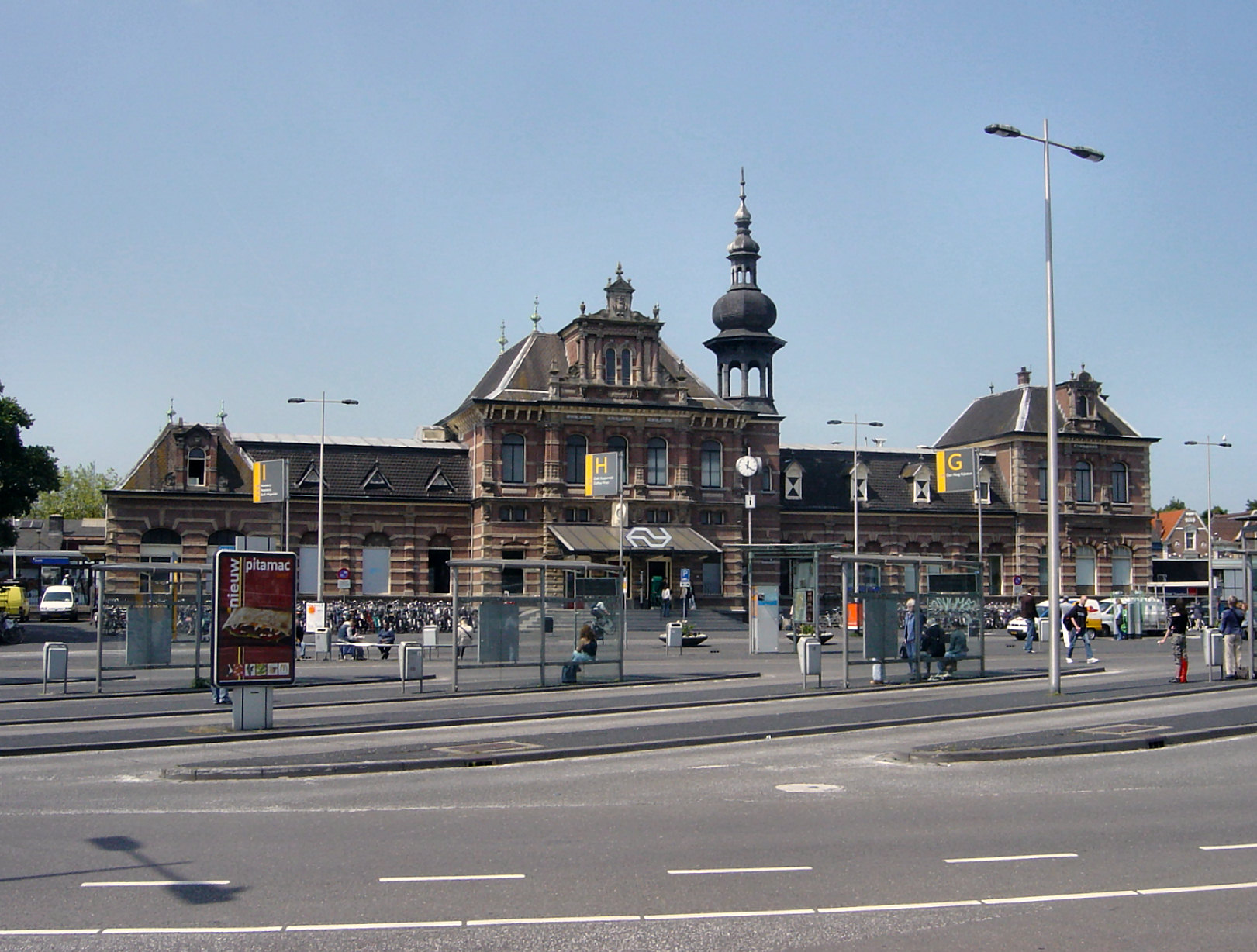
Station Delft

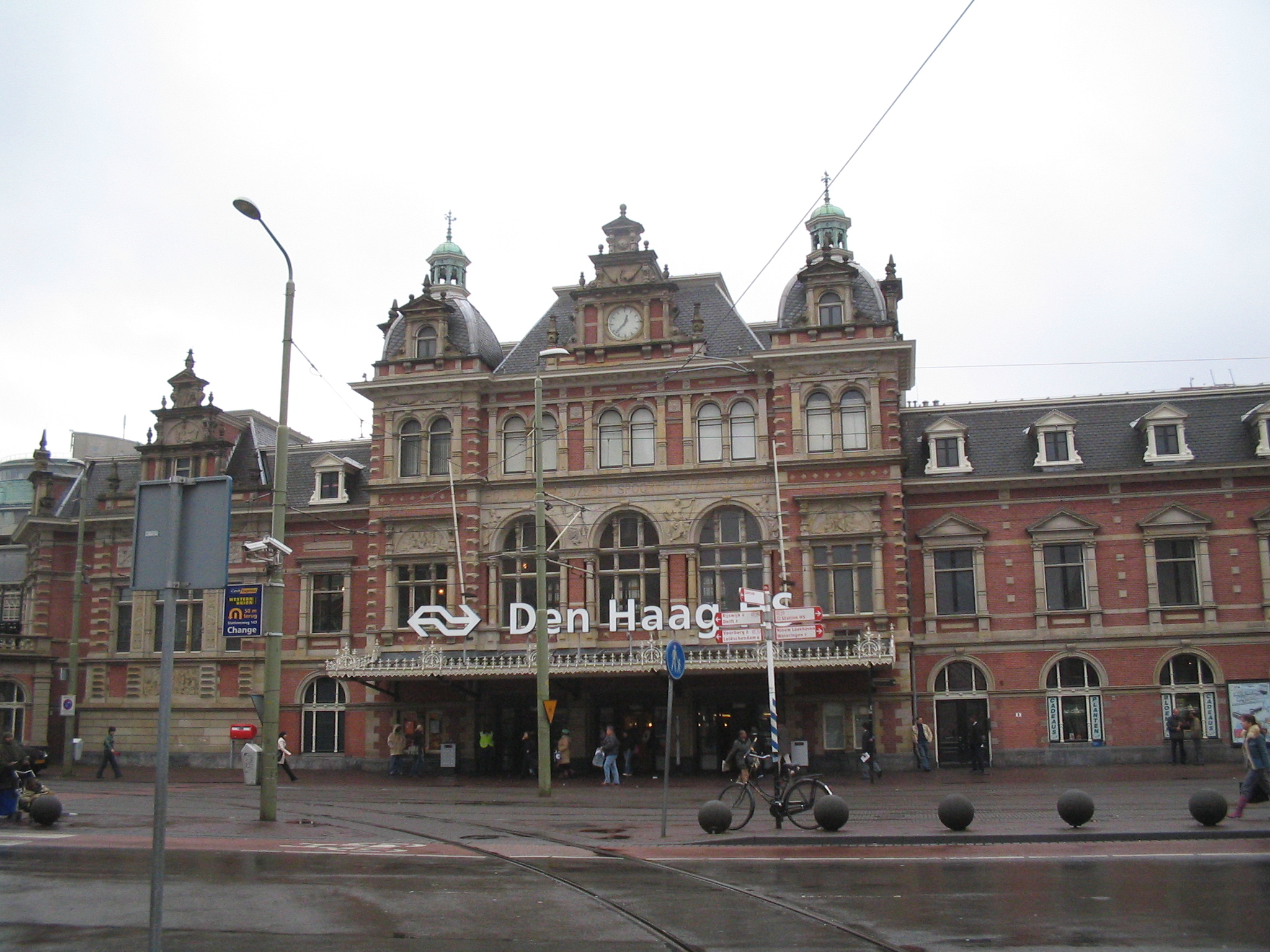
Den Haag Hollands Spoor

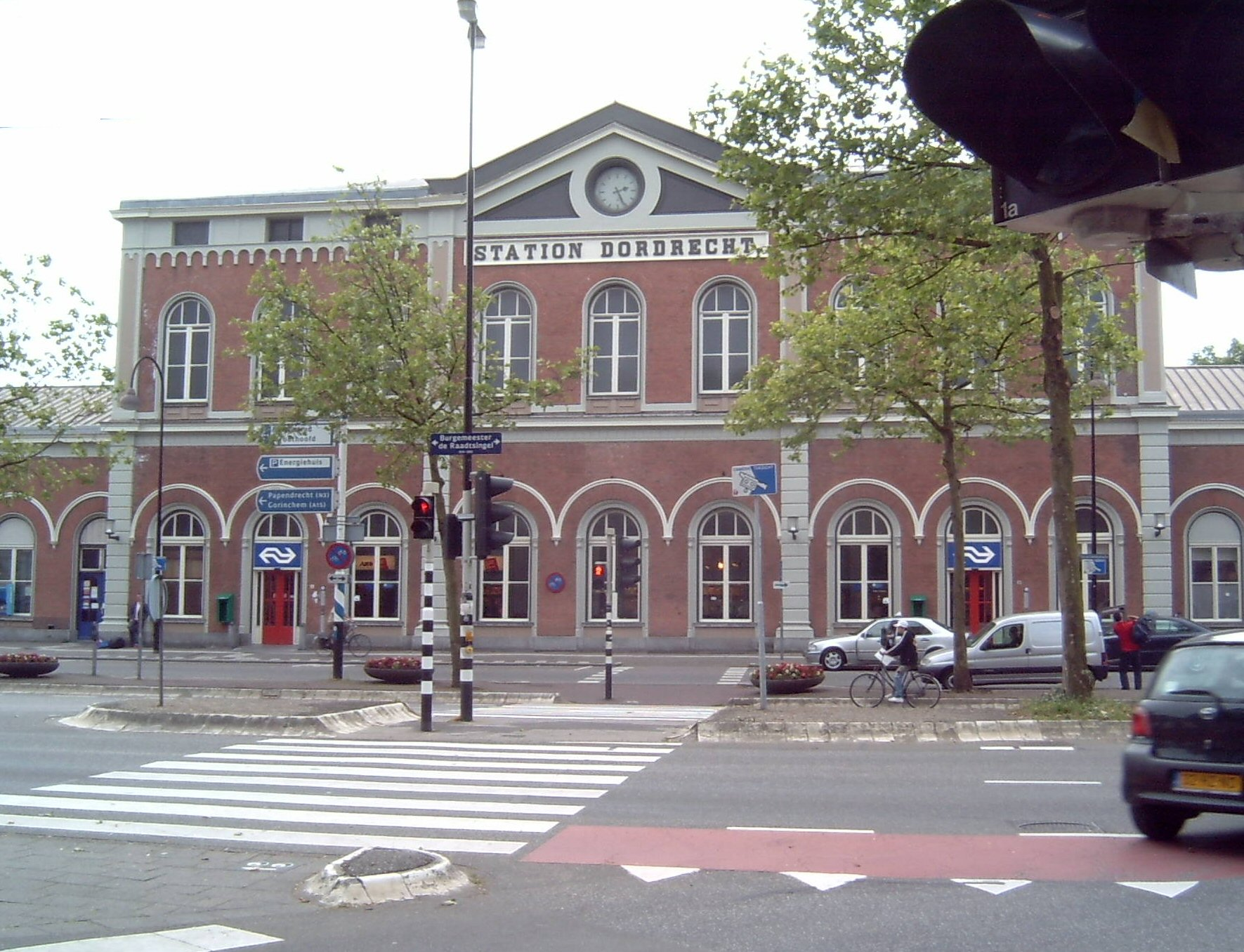
Station Dordrecht

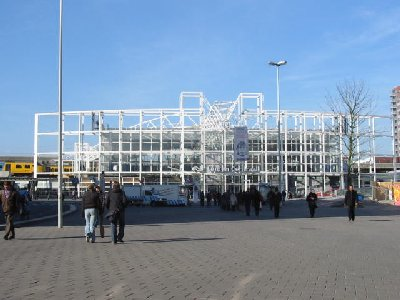
Station Leiden Centraal

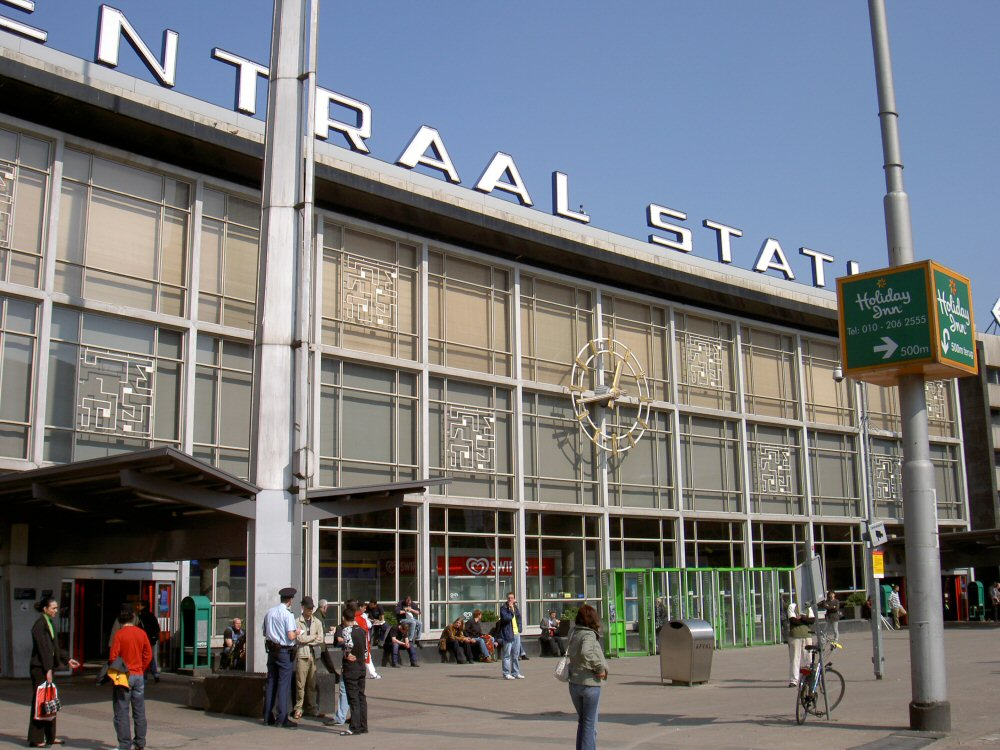
De voorgevel van het gesloopte Rotterdam Centraal

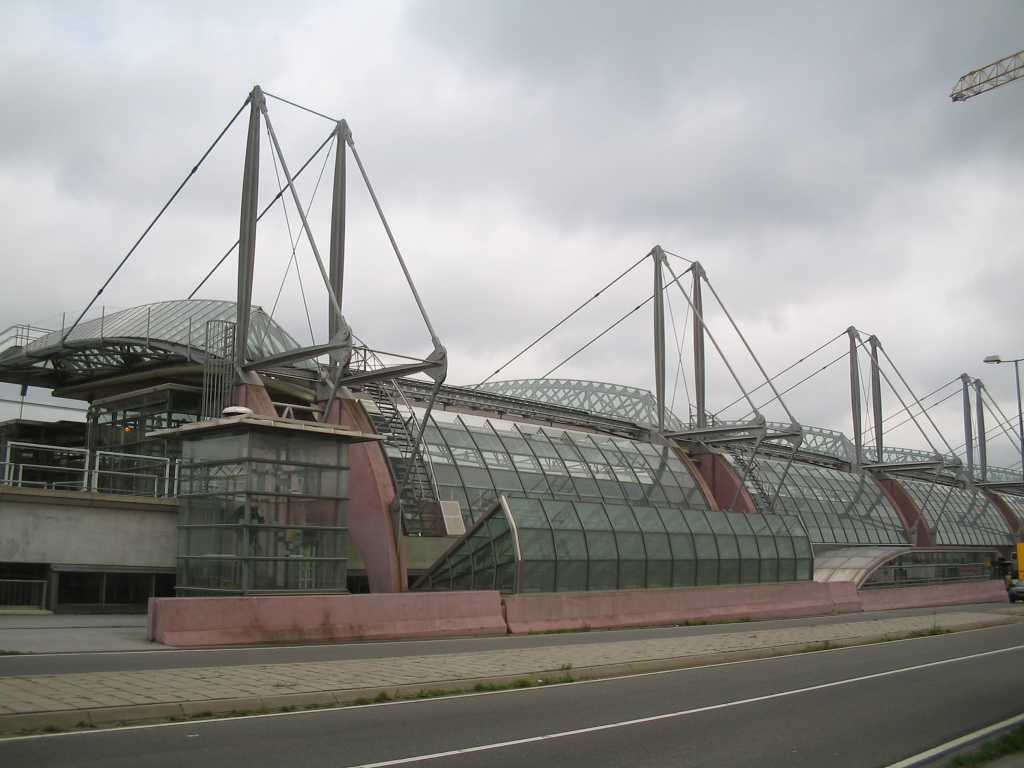
Station Schiedam Centrum

Dit is een lijst van spoorwegstations in de provincie Zuid-Holland.

## Huidige stations
- Alphen a/d Rijn
- Arkel
- Barendrecht
- Bodegraven
- Boskoop
  - Snijdelwijk
- Boven Hardinxveld
- Capelle Schollevaar
- De Vink
- Delft
  - Campus
- Den Haag
  - Centraal
  - Hollands Spoor
  - Laan van Nieuw Oost-Indië
  - Mariahoeve
  - Moerwijk
  - Ypenburg
- Dordrecht
  - Stadspolders
  - Zuid
- Gorinchem
- Gouda
  - Goverwelle
- Hardinxveld
  - -Giessendam
  - Blauwe Zoom
- Hillegom

- Lansingerland-Zoetermeer
- Leiden
  - Centraal
  - Lammenschans
- Nieuwerkerk a/d IJssel
- Rijswijk
- Rotterdam
  - Alexander
  - Blaak
  - Centraal
  - Lombardijen
  - Noord
  - Stadion (alleen bij evenementen)
  - Zuid
- Sassenheim
- Schiedam Centrum
- Sliedrecht
  - Baanhoek
- Voorburg
- Voorhout
- Voorschoten
- Waddinxveen
  - Noord
  - Triangel
- Zoetermeer
  - Oost
- Zwijndrecht